# The Great Pretender
„The Great Pretender“ je píseň losangeleské hudební skupiny The Platters se sólovým zpěvem Tonyho Williamse, vydaná v podobě singlu 3. listopadu 1955 labelem Mercury Records. Jejím autorem se stal manažer kapely Buck Ram, který se také zhostil role producenta. V amerických R&B a popových hitparádách vystoupala během roku 1956 na vrchol. Ve Spojeném království figurovala nejvýše na 5. místě.
Buck Ram uvedl, že skladbu napsal za přibližně dvacet minut na veřejné toiletě Flamingo Hotel, aby mohl písní navázat na šlágr „Only You (And You Alone)“, vydaný v květnu 1955. V roce 2004 jej časopis Rolling Stone zařadil na 360. příčku nejlepších písní všech dob.

## Coververze
Seznam coververzí.
- The Band na albu Moondog Matinee,
- George Faith na albu Reggae Got Soul,
- The Righteous Brothers,
- The Statler Brothers,
- Roy Clark,
- Sam Cooke,
- Stan Freberg, 1956,
- Kathy Young a the Innocents, 1961 jako strana B singlu „Baby Oh Baby“,
- Pat Boone, 1961, na albu Moody River,
- Roy Orbison, 1961,
- Gene Pitney, 1969,
- Phil Spector nahrál okleštěnou akustickou verzi pod vedením George Harrisona v letech 1970-1971, která nebyla oficiálně vydána,
- Old and in the Way, 1973, bluegrassová verze na albu That High Lonesome Sound,
- Dan McCafferty, 1975, na albu Dan McCafferty,
- Lester Bowie, 1981,
- Dolly Parton, 1984,
- Freddie Mercury, vydáno 23. února 1987,
- Gene Summers, 1997, na albu The Ultimate School of Rock & Roll.